# Augyles csorbai
Augyles csorbai is een keversoort uit de familie oevergraafkevers (Heteroceridae). De wetenschappelijke naam van de soort is voor het eerst geldig gepubliceerd in 2000 door Skalický.